# Chaetomitrium confertum
Chaetomitrium confertum är en bladmossart som beskrevs av George Henry Kendrick Thwaites och Mitten 1873. Chaetomitrium confertum ingår i släktet Chaetomitrium och familjen Hookeriaceae. Inga underarter finns listade i Catalogue of Life.